# Epropetes deterrima
Epropetes deterrima là một loài bọ cánh cứng trong họ Cerambycidae.